# Parque Félix Rodríguez de la Fuente (Madrid)
El parque de Félix Rodríguez de la Fuente es un parque público municipal del noroeste de la ciudad de Madrid, situado en el barrio de Prosperidad (distrito de Chamartín). Fue inaugurado en junio de 1980 por el alcalde Enrique Tierno Galván, en reconocimiento de la figura y obra del naturalista Félix Rodríguez de la Fuente (1928-1980).
El parque se sitúa en el límite de los barrios de San Juan Bautista y de Ciudad Jardín junto a la M-30, en la confluencia de la avenida de Ramón y Cajal y la calle del Padre Claret. Ocupa una extensión de 1,55 hectáreas donde predomina la vegetación de pinos. En su área central, se encuentra un grupo escultórico dedicado a la obra de Rodríguez de la Fuente. 
Este parque conforma junto con el monumento de Félix Rodríguez de la Fuente ubicado en el Zoo Aquarium de Madrid, los dos conjuntos patrimoniales existentes en la ciudad dedicados al naturalista.